# 黑井站 (云南省)
黑井站是一个成昆铁路上的乘降所，位于云南省禄丰县黑井镇南，建于1970年，邮政编码为651221。原为四等站，2020年初改建为乘降所并在原到发线上铺设混凝土平台。本站隶属昆明铁路局管辖，北上距攀枝花站171公里，成都站920公里，南下距广通站27公里，昆明站180公里。
该站办理客货运业务：客运每日有一对来往昆明和攀枝花的慢车停靠。此外车站还曾办理部分成昆线长途列车的客运服务。车站客源除了当地居民外，还服务前往黑井古镇旅游的游客，从昆明出发可实现当日往返，2019年10月9日永广铁路开通后至2020年1月20日曾停办；货运曾少量办理整车、零担货物发到，主要发送黑井盐厂生产的食用盐:6，现已停办。

## 概要
黑井站距离黑井镇以南2.5千米处，步行时间大约20分钟。在成昆铁路勘测过程中，原计划将车站设置在位于现址以南方向，邻接车站为龙塘坝站。后设计部门考虑到站址地质状况以及站址距离黑井镇较远等因素，将车站选址北迁至现址，同时在下行方向龙塘坝站区间新增甸心站:3。
车站设有3条到发线和1条货物线，站舍总面积3800平方米:398。车站站场位于曲线上，两侧咽喉均为大桥，为方便运营，车站货场设于站房对侧而非两侧:7。昆明铁路公安处广通站派出所在车站驻有警务区。
车站附近设有黑井烈士陵园，埋葬着修建成昆铁路时死亡的37位原铁道兵八师36团、38团铁道兵战士。

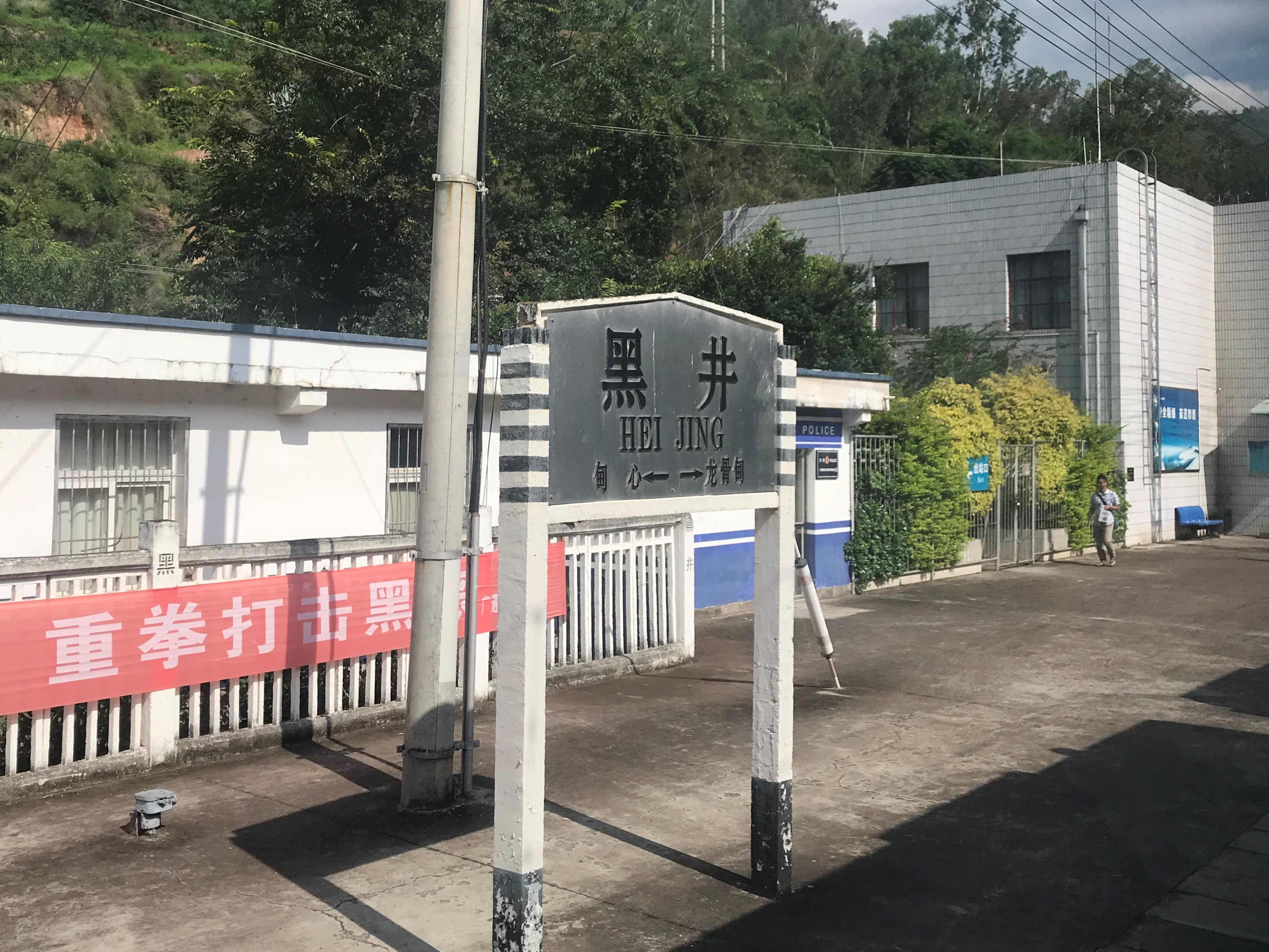
站牌
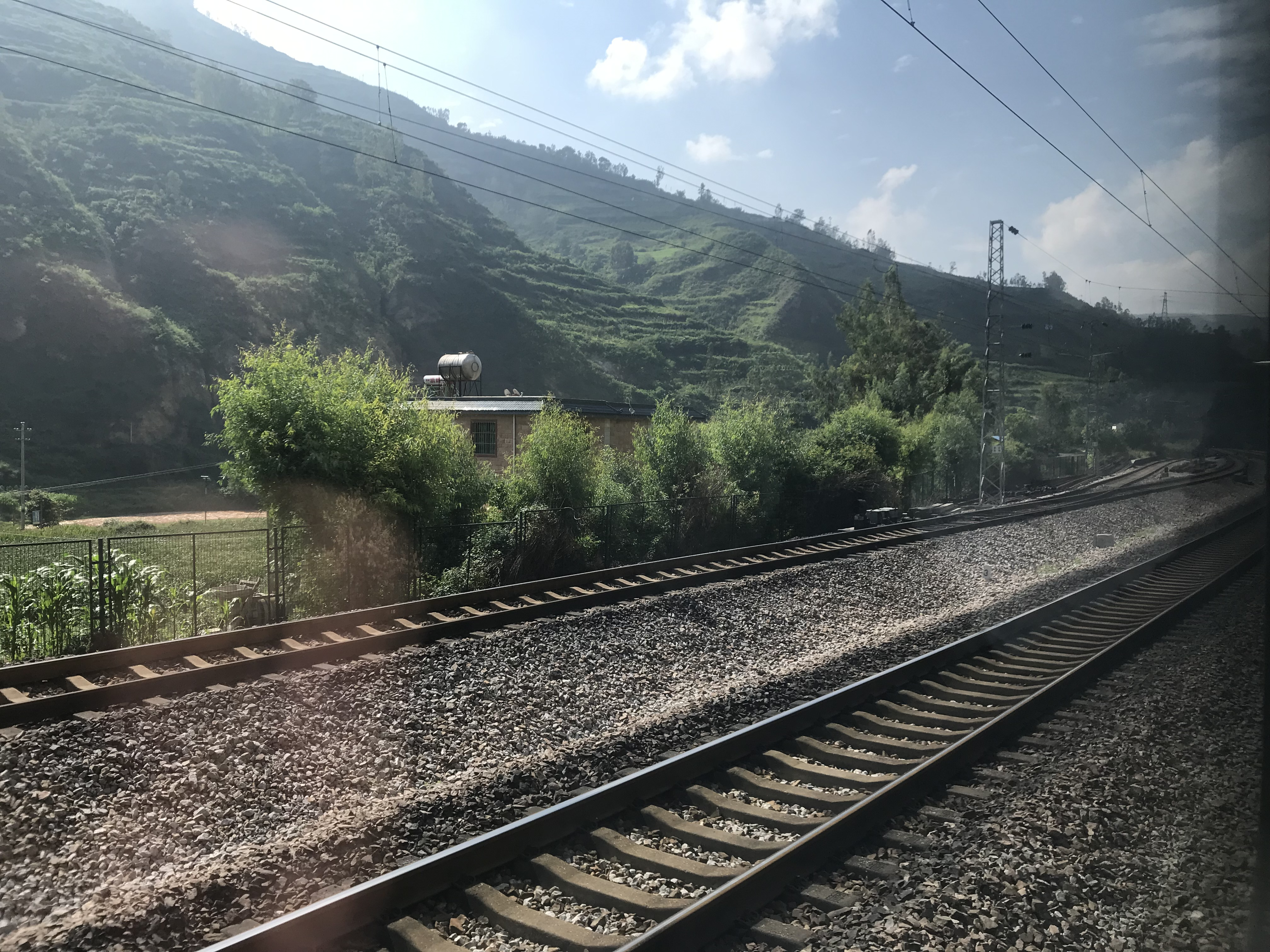
站内股道
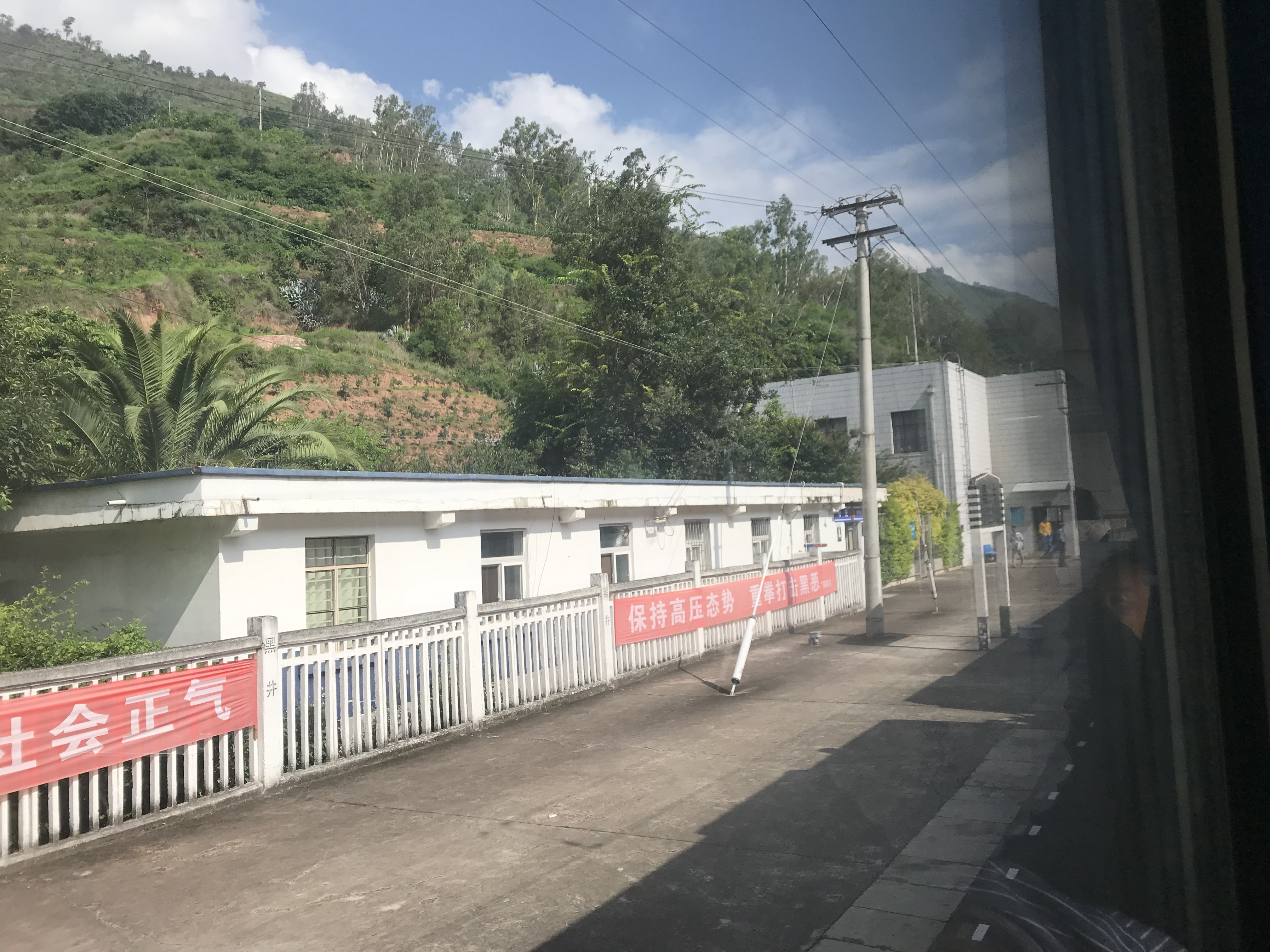
车站站台
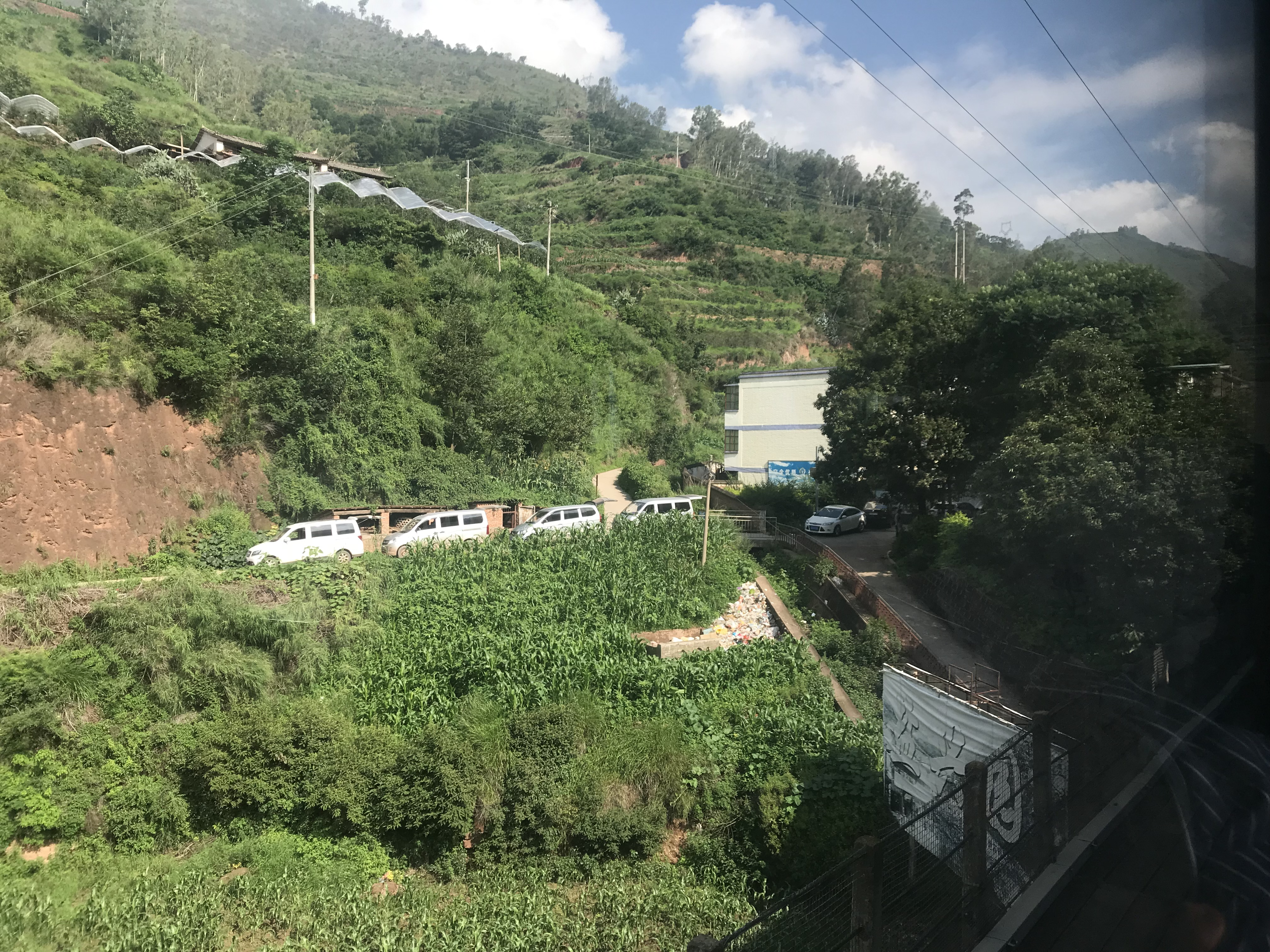
站外营运小巴